# شبكة العصب

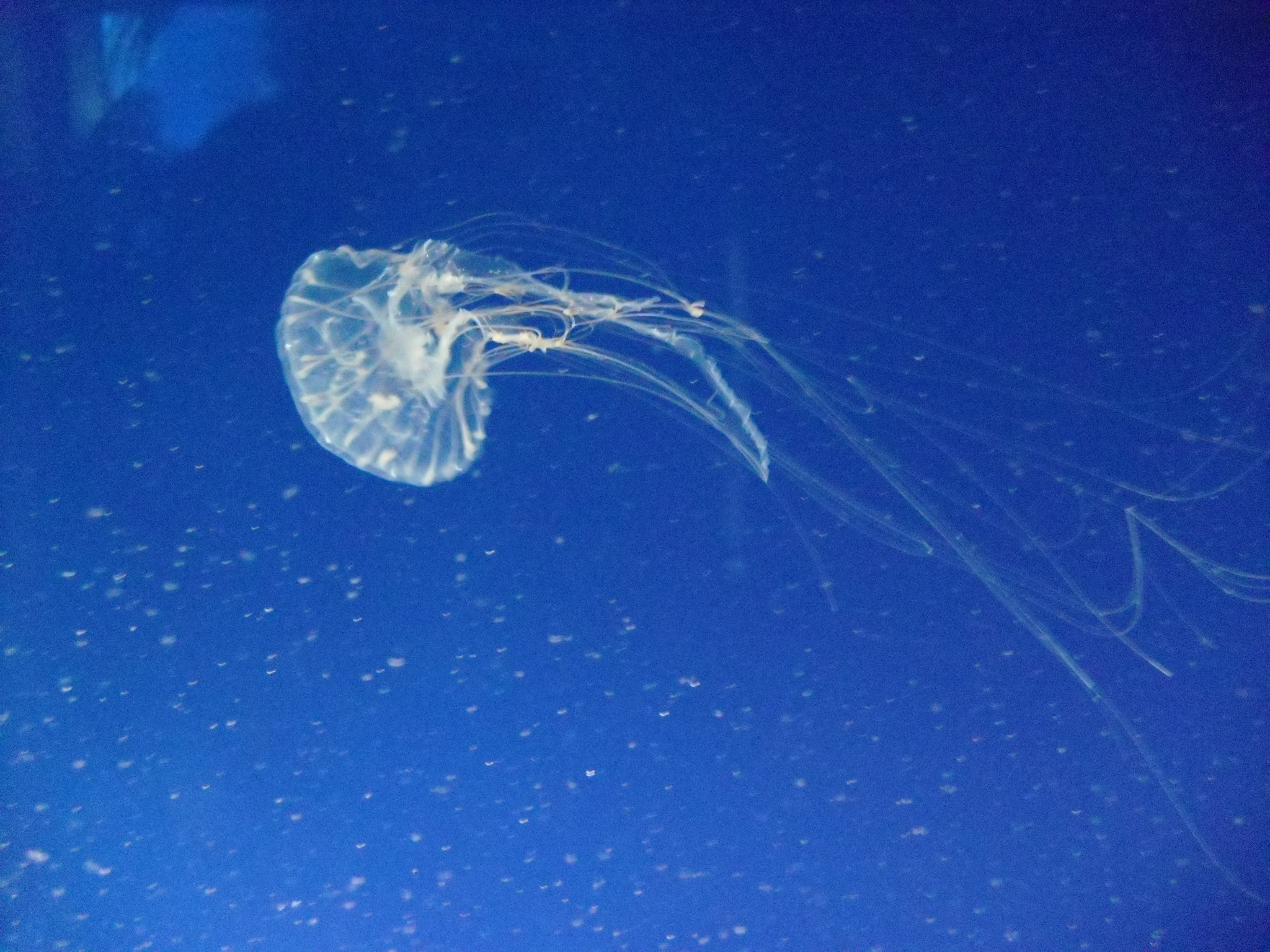
قراص هلامي

تتكون شبكة العصب من الخلايا العصبية المترابطة التي تفتقر إلى الدماغ أو لأي شكل من أشكال الرأس. في حين أن المنظمات ذات التماثل في الجسم الثنائي ترتبط عادة مع الجهاز العصبي المركزي، المنظمات المرتبطة بالتناظر الشعاعي ترتبط مع شبكات العصب.. ويمكن العثور على شبكات العصب في اللاسعات والمشطيات، وشعبة شوكيات الجلد، وكلها موجودة في البيئات البحرية. الشبكات العصبية يمكن أن تكون حيوانات مع القدرة على شعور الأشياء من خلال استخدام الخلايا العصبية الحسية داخل شبكة العصب.
صافي العصب هو أبسط شكل من أشكال الجهاز العصبي وجدت في الكائنات متعددة الخلايا. على عكس الجهاز العصبي المركزي، حيث يتم تجميع الخلايا العصبية عادة معا، بينما تنتشر الخلايا العصبية الموجودة في شبكات العصب. هذا الجهاز العصبي يسمح للاسعات للرد على الاتصال الجسدي. ويمكنهم الكشف عن المواد الغذائية والمواد الكيميائية الأخرى بطريقة بدائية. في حين أن شبكة العصب تسمح للكائن الحي للرد على بيئتها، فإنه لا يستخدم كوسيلة يمكن للكائن الحي من خلالها الكشف عن مصدر التنبيه. لهذا السبب، الحيوانات بسيطة مع شبكات العصب، مثل هيدرا، عادة ما تنتج نفس الناتج المحرك ردا على الاتصال بالتنبيه بغض النظر عن نقطة الاتصال.
التشريح وتحديد المواقع من شبكات العصب يمكن أن تختلف من كائن حي إلى كائن حي. هيدرا، والتي هي من شعبة اللاسعات، لديها شبكة العصب في جميع أنحاء الجسم. من ناحية أخرى، نجوم البحر، والتي هي من شعبة شوكيات الجلد، لديها شبكة العصب في كل ذراع، متصلة من قبل عصب شعاعي مركزي في المركز. هذا هو أكثر ملاءمة للسيطرة على حركات أكثر تعقيدا من شبكة العصب منتشر.

## تطور
حدث ظهور الأنسجة العصبية الحقيقية بعد الاختلاف في سلف مشترك سابق من الإسفنجيات واللاسعات والمشطيات. ويفهم على أفضل وجه وجود شبكات العصب من خلال دراسة مجموعة من الإسفنجيات وبحث عن الكائنات المعاصرة التي لديها شبكات العصب. 

أجزاء النشوء والتطور تظهر شعبة اللاسعات.

الإسفنجيات هي شعبة موجودة داخل المملكة الحيوانية، والأنواع التي تنتمي إلى هذه الشعبة ليس لديها أنظمة عصبية. على الرغم من أن الإسفنجيات لا تشكل نقاط التشابك العصبي واللييفة العضلية التي تسمح للانتقال العصبي العضلي، فإنها تفرق بين نظام الخلايا العصبية البروتوانية وتحتوي على تنادد من العديد من الجينات الموجودة في اللاسعات التي هي مهمة في تشكيل الأعصاب. خلايا الإسفنج لديها القدرة على التواصل مع بعضها البعض عن طريق إشارات الكالسيوم أو عن طريق وسائل أخرى. تفرق اليرقات الإسفنجية العصبون الحسي الذي يستجيب للمؤثرات بما في ذلك الضوء والجاذبية وحركة المياه، وكلها تزيد من صلاحية الكائن الحي. بالإضافة إلى الخلايا الحسية المتباينة خلال التنمية، الإسفنجيات الكبيرة عرضت النشاط مقلص.
ارتبط ظهور النظم العصبية بتطور قنوات الصوديوم ذات الجهد الكهربائي. تسمح قنوات ناف بالاتصال بين الخلايا عبر مسافات طويلة من خلال نشر إمكانات العمل، في حين تسمح قنوات الكالسيوم التي تعمل بالتيار الكهربي بتبديل الإشارات غير الخلوية بين الخلايا. وقد افترض أن قنوات ناف تختلف عن قنوات كاف إما في ظهور النظم العصبية أو قبل ظهور الكائنات متعددة الخلايا، على الرغم من أن أصل قنوات ناف في التاريخ لا يزال مجهولا. الإسفنجيات إما جاءت عن نتيجة الاختلاف مع اللاسعات والمشطيات أو فقدت وظيفة جينات ترميز قنوات ناف. ونتيجة لذلك، الإسفنجيات تحتوي على قنوات كاف الذي يسمح للإشارات بين الخلايا، لكنها تفتقر إلى قنوات ناف التي توفر إجراء إمكانات العمل في شبكات العصب.
توجد الشباك العصبية في أنواع في اللاسعات (مثل الفنجانيات والمكعبيات، وشقائق نعمان البحر)، المشطيات، وشوكيات الجلد. اللاسعات والمشطيات على حد سواء يحملان التناظر شعاعي ويعرفان باسم جوفمعويات. وقد تباعدت الجوفمعويات قبل 570 مليون سنة، قبل انفجار كامبري، وهم أول كائنات امتلكت الأنظمة العصبية التي تميز أثناء التنمية والتواصل عن طريق التوصيل المتشابك. وقد أجريت معظم الأبحاث على تطور الأنسجة العصبية المتعلقة بشبكات العصب باستخدام الكائنات المجوفة. النظم العصبية من الجوفمعويات تسمح بالإحساس وبالانكماش وبالحركة وبسلوك الصيد / التغذية. تتقاسم الجوفمعويات وثنائيات التناظر
آليات عصبية مشتركة؛ على هذا النحو، تقدم الجوفمعويات نظام نموذجي لتتبع أصول تكوين الخلايا العصبية. ويرجع ذلك إلى ظهور أول من الخلايا العصبية التي وقعت في بعديات حقيقية، الذي كان سلف مشترك من الجوفمعويات وثنائيات التناظر. حدثت موجة ثانية من الخلايا العصبية بعد الاختلاف في الجوفمعويات في الجد المشترك لثنائيات التناظر. على الرغم من أن الحيوانات ذات الشباك العصبية تفتقر إلى الدماغ الحقيقي، لديهم القدرة على عرض الحركات والسلوكيات المعقدة. وجود شبكة العصب يسمح للكائن الحي الذي ينتمي إلى سالفة الذكر من اللاسعات والمشطيات وشوكيات الجلد إلى زيادة الصلاحية نتيجة لكونها قادرة على الاستجابة لبيئتهم.

## التنشؤ العصبي التنموي
يتم الحفاظ على الخلايا العصبية التنموية للشبكات العصبية بين الكائنات الحية وقد درست أساسا في اللاسعات، وخاصة في الكائن هيدرا. وفيما يلي يناقش تطوير الشبكة العصبية في اللاسعات، ولكن ينظر إلى نفس الآلية للتمايز من الأنسجة العصبية في المشطيات وشوكيات الجلد.
اللاسعات تتطور من طبقتين من الأنسجة، الأديم الظاهر والأديم الباطن، وبالتالي يطلق عليها مزدوجة الطبقات المنتشة. يتم فصل الأديم الظاهر والأديم الباطن عن طريق طبقة مصفوفة خارج الخلوية تسمى اللحمة المتوسطة. تبدأ اللاسعات في التفريق بين الأجهزة العصبية في أواخر المعيدة. في الأبابيات والزهريات الشعاعية، الخلايا الجذعية الخلالية من الأديم الباطن تولد الخلايا العصبية التي تهاجر إلى الأديم الظاهر وتوفر تشكيل الجهاز العصبي على طول المحور الأمامي الخلفي. غير الهدروانيات
تفتقر إلى الخلايا الجذعية الخلالية، والخلايا العصبية تنشأ من الأنسجة الطلائية، والتي هي على الأرجح متباينة من الأديم الظاهر كما يحدث في الفقاريات. يحدث التمايز بالقرب من حلقة القخذ وهذا هو المكان الذي تبقى فيه معظم الخلايا العصبية.
في يرقات اللاسعات، لا يتم توزيع الخلايا العصبية المتجانسة على طول المحور الأمامي الخلفي. تظهر اللاسعات القطبية التشريحية خلال التفريق بين الجهاز العصبي. هناك نوعان من الفرضيات الرئيسية التي تحاول شرح تمايز الخلايا العصبية. وتقول فرضية زوتايب أن الجينات التنظيمية تحدد المحور الأمامي الخلفي، وتقول فرضية أوربلاتريا إن الجينات تحدد محور ظهري بطني. وتشير التجارب إلى أن الخلايا العصبية التنموية يتم التحكم بها على طول المحور الأمامي الخلفي. الآلية التي تحدث هذه، مماثلة لتلك التي تتعلق بالأمامية الخلفية من الجهاز العصبي المركزي في ثنائيات التناظر. الحفاظ على تطوير الأنسجة العصبية على طول المحور الأمامي الخلفي يوفر نظرة ثاقبة التباعد التطوري من الجوفمعويات وثنائيات التناظر.
تحدث الخلايا العصبية في اللاسعات ليس فقط خلال مراحل النمو، ولكن أيضا في البالغين. هيدرا، وهو جنس ينتمي إلى شعبة اللاسعات، ويستخدم نموذج حي لدراسة شبكات العصب. في عمود الجسم من هيدرا، هناك تقسيم مستمر من الخلايا الظهارية التي تحدث في حين أن حجم هيدرا يبقى ثابتا. ويقترن حركة الخلايا العصبية الفردية إلى حركة الخلايا الظهارية. وقد قدمت التجارب أدلة على أن  الخلايا العصبية هي متباينة، انقسام الخلايا الظهارية يدفع إدراجها في شبكة العصب. كما يحدث نمو للخلايا العصبية، يظهر تدرج كثافة الخلايا العصبية في الجسم. شبكة العصب من كل الأنواع النيدانية لديها تكوين فريد وتوزيع الخلايا العصبية في جميع أنحاء الجسم يحدث من قبل التدرج الكثيف على طول المحور القريب البعيد. كثافة التدرج تذهب من عالية إلى منخفضة من القريبة إلى نهاية البعيدة في هيدرا.

## تشريح
العصب هو شبكة منتشرة من الخلايا التي يمكن أن تتجمع لتشكيل العقد في بعض الكائنات الحية، ولكن لا يشكل الدماغ. من حيث دراسة شبكات العصب، هيدرا هي فئة مثالية من اللاسعات للبحث والاختبارات. أسباب كونها نموذج حي تشمل ما يلي: شبكات العصب لديهم نمط بسيط للمتابعة، لديهم نسبة عالية من التجدد، وسهلة التلاعب في الإجراءات التجريبية.
هناك نوعان من الخلايا العصبية التي توجد في شبكات عصب هيدرا: العقدة والحسية. في حين أن الخلايا العقدية وعادة ما توجد بالقرب من النهايات القاعدية للخلايا الظهارية، والخلايا الحسية تمتد عموما في اتجاه قمّي من عمليات العضلات من النهايات القاعدية. في حين أن العقدة عموما توفر وصلات وسيطة بين مختلف الهياكل العصبية داخل الجهاز العصبي، والخلايا الحسية تخدم في الكشف عن المنبهات المختلفة التي يمكن أن تشمل الضوء والصوت واللمس أو درجة الحرارة.

## علم وظائف الأعضاء
كل الخلايا العصبية الحسية داخل شبكة العصب تستجيب لكل المنبهات، مثل الروائح أو المنبهات عن طريق اللمس. الخلايا العصبية الحركية تتواصل مع الخلايا عن طريق المشبك الكيميائي لإنتاج رد فعل معين لمنبه معين، وبالتالي لتنبيه أقوى تنتج رد فعل أقوى من الكائن الحي. إذا كان منبه معين أكبر من الآخر، سيتم تنبيه المزيد من الخلايا الحسية (التي تكشف المنبهات) والتي سوف تؤدي في نهاية المطاف لاستجابة أكبر. في محور عصبي مياليني نموذجي، يتم إجراء إمكانية العمل بمعدل حوالي 5 أمتار في الثانية، بالمقارنة مع الألياف العصبية البشرية الميالينية التي تجري في حوالي 120 مترا في الثانية الواحدة. 
في حين أن شبكات العصب تستخدم الهرمونات، علم وظائف الأعضاء الكلي ليس مفهوم جيدا. وقد تم تحديد الهرمونات الموجودة عادة في الفقاريات في الأنسجة العصبية الصافية. ما إذا كانت تخدم نفس الوظيفة تلك الموجودة في الفقاريات ليست معروفة وقد تم إجراء القليل من البحوث لحل هذه المسألة. وقد شوهدت الهرمونات مثل ستيرويد وغيرها من المركبات العضوية في أنسجة اللاسعات. هذه الهرمونات تلعب دورا في مسارات متعددة في الفسيولوجيا العصبية الفقرية ونظام الغدد الصماء بما في ذلك تعقيد مسارات التحفيز البيوكيميائية لتنظيم تخليق الدهون أو المنشطات الجنسية المماثلة.
خلايا اللاسعات ليست منظمة في نظم الجهاز فإنه من الصعب أن تتحمل دور جهاز الغدد الصماء العصبية التي تستخدمها هذه الأنواع. وتعتبر شبكة العصب بنية منفصلة في اللاسعات ويرتبط مع جزيئات الإشارة. ويعتبر في المقام الأول مسار نيوروكيميائي. وقد لوحظت جزيئات إشارة محتملة في بعض التشريح العصبي الصافي. اما كيفية عمل جزيئات الإشارة غير معروف. وقد تبين أن استجابة الكيسة الخيطية
(لاذع) لا علاقة لها بنشاط الأعصاب.